# Затопление кораблей Черноморского флота в Цемесской бухте

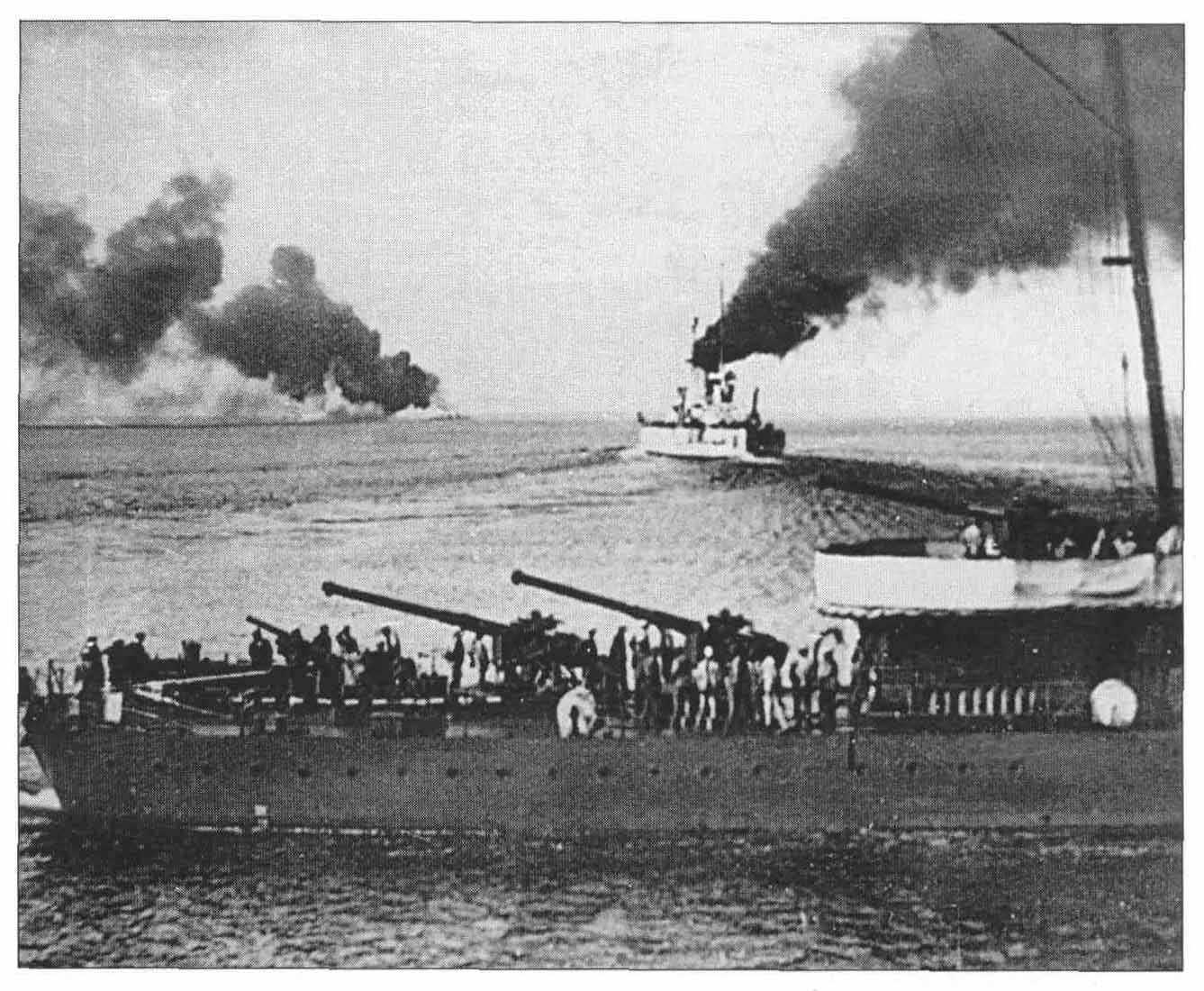
Линкор «Воля» уходит из Новороссийска 17 июня 1918 года. На переднем плане — оставшийся для затопления эсминец «Керчь»

Затопление кораблей Черноморского флота в Цемесской бухте произошло 18 июня 1918 года около Новороссийска. Согласно договорённостям, Советское правительство должно было передать Германии свой Черноморский флот, однако не хотело этого делать. Исполнявший обязанности командующего Черноморским флотом капитан 1-го ранга А. И. Тихменев получил официальный приказ привести корабли флота из Новороссийска в Севастополь, где передать их немецким войскам. Он также получил секретный приказ затопить их в бухте Новороссийска. Тихменев после продолжительного раздумья и обсуждения с корабельными комитетами приказал всем кораблям идти в Севастополь. Экипажи многих кораблей отказались делать это и затопили их.

## Предыстория
В статьях Брестского мирного договора Черноморский флот не упоминается. Однако в апреле 1918 года после переворота и ликвидации Центральной Рады Украинской Народной Республики немцы вторглись в Крым вместе с войсками гетмана П. П. Скоропадского, провозгласившего Украинскую державу, а себя — всеукраинским гетманом. Это создавало явную угрозу для флота в Севастополе. Вице-адмирал М. П. Саблин был отстранён от командования флотом, но при появлении немцев под городом и начавшейся панике комитеты экипажей линкоров «Воля» и «Свободная Россия» обратились к нему с просьбой принять командование обратно. 29 апреля Саблин, потребовавший для себя расширенных полномочий, приказал поднять на кораблях флаги Украинской державы чтобы избежать захвата немцами. Экипажи многих миноносцев отказались это сделать, и Саблин приказал им покинуть бухту до конца дня. Большинство миноносцев ушли в Новороссийск. Поскольку делегация от имени «украинского флота» была принята немцами очень холодно, а их войска появились на северном берегу бухты, вечером 30 апреля Саблин велел всем остававшимся на ходу кораблям, во главе с линкорами, выйти из Севастополя. Отчаливая, эсминец «Гневный» по ошибке машинного отделения выбросился на мель и не смог уйти. Во время выхода из бухты «Свободная Россия» была обстреляна немцами из установленных на берегу орудий и получила незначительные повреждения. Контр-адмиралу М. М. Остроградскому было поручено подготовить уничтожение не способных на переход кораблей. Из-за паники в порту уничтожить удалось лишь миноносец «Заветный».

## Новороссийские события
Утром 1 мая в Новороссийск пришли мятежные миноносцы, а вечером — флот с линкорами. Город формально находился под контролем Кубано-Черноморской советской республики, но правопорядок был нарушен пришедшими ранее из других черноморских портов транспортами, в том числе с красноармейцами. Порядок был восстановлен, когда город взяли под контроль флотские караулы. Саблин, получивший власть от матросов линкоров и саботированный в Севастополе экипажами большинства миноносцев, потребовал провести всеобщее голосование команд по своей кандидатуре. Команды проголосовали за его руководство. Саблин получил из Киева телеграмму немецкого фельдмаршала Г. фон Эйхгорна с требованием вернуть корабли в Севастополь, где сдать их немцам. Над Новороссийском стали появляться немецкие разведывательные самолёты, а в море — их подлодки. В городе с тревогой ждали дальнейшего продвижения немцев, уже занявших Ростов и Керчь. В Новороссийск из Москвы прибыл командарм А. И. Автономов, обещавший мобилизовать 20 тысяч человек для обороны на суше. Вскоре он был отозван в Москву. В город прибыл назначенный комиссаром флота Н. П. Глебов-Авилов, но Саблину удалось минимизировать его влияние. Корабли не имели достаточно топлива для ещё одного морского перехода. Из Царицына удалось получить несколько эшелонов нефтепродуктов.
В первых числах июня из столицы прибыл с пакетом секретных документов матрос И. И. Вахрамеев. В них морской штаб описывал перспективы продвижения немцев к флоту, а заканчивались они резолюцией Л. Д. Троцкого немедленно потопить корабли. Резолюция произвела гнетущее впечатление на командование флота. Саблин выехал в Москву с намерениями добиться отмены приказа и восстановления снабжения, оставив командующим командира «Воли» капитана 1-го ранга А. И. Тихменева. 8 июня Тихменев и другие старшие офицеры отправили правительству телеграмму с просьбой отозвать резолюцию и подождать дальнейшего развития событий. 10 июня флот получил ряд телеграмм от правительства, в том числе одну шифрованную. В них говорилось, что в ходе киевских переговоров немцы поставили ультиматум вернуть корабли в Севастополь до 19 июня, иначе они продолжат наступление вглубь России. Открытая телеграмма приказывала отвести флот в Севастополь и сдать немцам, а шифрованная требовала потопить их. Тихменев раскрыл командам содержание телеграмм и противоположных приказов, и следующие дни прошли во всеобщем обсуждении дальнейшей судьбы кораблей. Слух, что немцы высаживают в Тамани 20-тысячный корпус, деморализовал флот: начались дезертирство и непрерывное митингование. Прибыла делегация Кубано-Черноморской республики, которая просила объединиться и не выполнять столичные приказы. Вопрос о выделении сухопутных частей для обороны города делегация обещала обсудить в столице республики Екатеринодаре, куда уехала и больше не появлялась.
Тихменев надеялся, что команды, как в конце апреля с Саблиным, придут просить взять его на себя полное командование, а потому почти не появлялся на многочисленных заседаниях. 14 июня он выпустил приказ командам проголосовать за один из двух вариантов: идти в Севастополь или затопить корабли. Вариант остаться ожидать дальнейшего развития события или сражаться Тихменев не предлагал, но именно так проголосовали около 1000 моряков. 900 проголосовали за Севастополь, 450 — за затопление. 15 июня командующий объявил, что референдум выступил за Севастополь, отбросив голоса выбравших «ждать или сражаться» как уклонившихся. Хотя большая часть офицеров его поддержала, меньшая, во главе с командиром эсминца «Керчь» старшим лейтенантом В. А. Кукелем, посчитала сдачу кораблей немцам высшим позором, и стала агитировать за затопление. Результаты голосования они оценивали как «большинство против сдачи». 15 июня команды ввиду грядущего уничтожения флота получили жалование за 5 месяцев вперёд и пенсии, а вечером Тихменев приказал начать подготовку к отходу. Команды некоторых миноносцев, в частности Ушаковского дивизиона, проигнорировали приказ, другие начали готовиться, но продолжали сомневаться в решении. Многие противники похода ночью покинули корабли.
Утром 16 июня было приказано развести пары, чего не выполняли многие миноносцы. Узнавшие о решении идти в Севастополь горожане заполонили порт и молы, призывая команды остаться. Экипажи многих кораблей после дезертирства сократились во много раз, одновременно с манифестациями начались попытки мародёрствовать на этих кораблях. С целью оборвать контакты с манифестантами, несколько миноносцев вышли на внутренний рейд к «Воле». Акваторию заполнили малые суда, на которых манифестанты подходили к кораблям и уговаривали команды изменить решение. На «Волю» такие делегации не допускались, но машинная команда продолжавшей загружаться «Свободной России» поддалась агитации и отказалась работать, что парализовало корабль. В час дня Тихменев приказал всем кораблям выйти на внешний рейд; за «Волей» последовали миноносцы «Поспешный», «Беспокойный», «Дерзкий», «Живой», буксируемый «Живым» «Жаркий» (чья команда разбежалась), вспомогательный крейсер «Троян», а позже и «Пылкий». Вскоре главные представители советского правительства, Глебов-Авилов и Вахрамеев, прибыли на «Волю», но не смогли убедить Тихменева затопить корабли. Тот назначил уход на 10 вечера, пытаясь увести также «Свободную Россию». Попытки заменить её машинную команду офицерами и гражданскими мастерами потерпела неудачу. Вышедший вечером на рейд миноносец «Громкий» не собирался присоединяться к уходящим, а был вскоре затоплен своей малочисленной командой. Ночью соединение Тихменева — «Воля», миноносцы «Дерзкий», «Поспешный», «Беспокойный», «Пылкий», «Живой», «Жаркий» на буксире у вспомогательного крейсера «Троян» и плавучая база быстроходных катеров «Креста» — ушло в Севастополь.

## Затопление

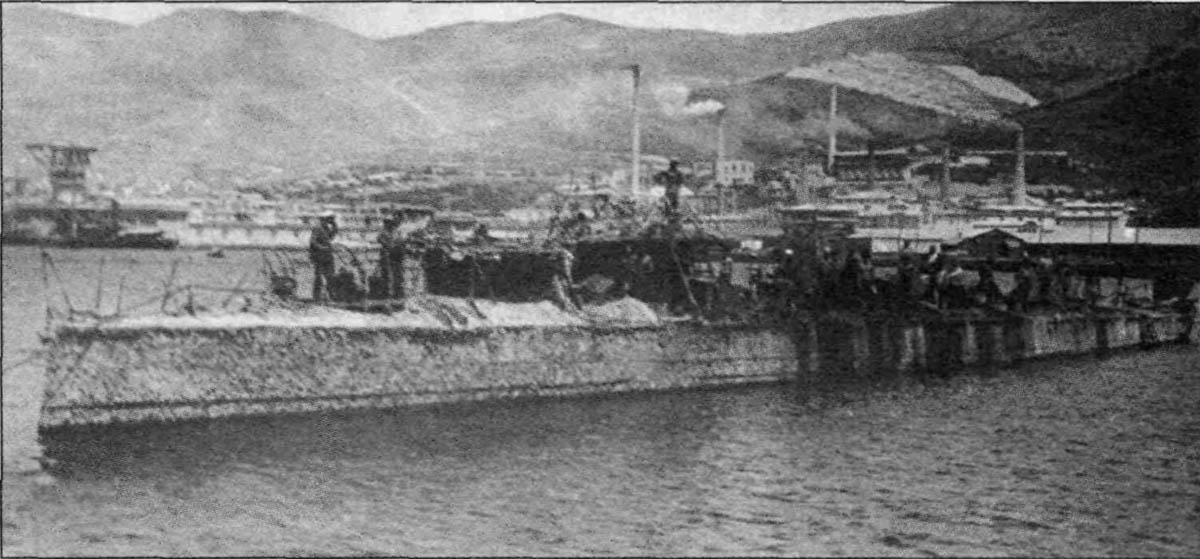
Поднятый со дна в 1926 году миноносец «Стремительный»

К утру 18 июня на «Керчи» оставалась полная команда (около 130 человек), на «Лейтенанте Шестакове» были собраны до полусотни моряков с разных кораблей, на остальных миноносцах — менее 10 человек на каждом. «Фидониси» был полностью покинут командой, офицеры миноносца ушли на катере в Керчь. Также сбежали все команды катеров, буксиров порта и флотских транспортов, которые тоже собирались затопить: транспорты Черноморского флота представляли собой в основном иностранные пароходы, оказавшиеся в российских портах Черного моря в начале Первой мировой войны. Было решено использовать «Лейтенанта Шестакова» как буксир, а «Керчь» — как торпедоносец. Утром руководить затоплением в порт прибыл высокопоставленный сотрудник Совнаркома Ф. Ф. Раскольников. Он оперативно принял меры по затоплению судов в тот же день.
Имелась реальная угроза появления на рейде немецких судов. Потопление простым открытием кингстонов было отвергнуто из-за возможности быстрого подъёма противником по опыту русско-японской войны. Решено было использовать подрывные заряды в машинных отделениях.
К удивлению Кукеля, командир «Свободной России», чья команда разбежалась, капитан 1-го ранга Терентьев покинул корабль, отказавшись руководить затоплением судна. Раскольников сумел набрать команду для парохода, который взял линкор на буксир. К 4 часам дня все суда для затопления, подняв сигнал «Погибаю, но не сдаюсь!», были выведены на внешний рейд. «Керчь» торпедой потопила «Фидониси», после чего в течение 35 минут все остальные суда были потоплены открытием кингстонов и подрывом ключевых механизмов. Затопление всех судов в краткий срок было вызвано желанием не сдавать корабли немцам. Подойдя к «Свободной России», «Керчь» выпустила несколько торпед для потопления линкора. Быстроходные катера не были затоплены, поскольку их можно было переправить по железной дороге в другие бассейны. В самом Новороссийске, где команда «Керчи» имела дурную славу после утопления офицеров Варнавинского полка полугодом ранее, Кукель топить эсминец не стал, а приказал идти в Туапсе. Утром 19 апреля команда затопила там свой корабль и загрузилась в поезд.

### Затопленные суда
| Название | Тип                   | | Судьба |
| --- | --------------------- | --- | --- |
| «Свободная Россия» | Линейный корабль      | 18.06.1918 года потоплен в Цемесской бухте торпедами, выпущенными с эсминца «Керчь», и затонул вверх дном на глубине 42 метров | В 1930-х годах подняты две башни главного калибра, лежавшие рядом с корпусом. При подрыве борта, для пробития лаза в погреб, сдетонировали снаряды главного калибра. При обследовании линкора, в связи с тем, что корпус сильно разрушился, было принято решение от подъёма отказаться. К настоящему времени не поднят. |
| «Гаджибей» | Эскадренный миноносец | 18.06.1918 года затоплен экипажем в Цемесской бухте на глубине 32-38 метров                                                    | Поднят 06.12.1928 года и отведён для проведения восстановительного ремонта. По причине наличия очень больших повреждений корпуса восстановление корабля было признано нецелесообразным. Корпус в 1930 году был сдан для разборки. |
| «Громкий» | Эскадренный миноносец | 17.06.1918 года затоплен в Цемесской бухте на глубине 42 метров (на траверзе мыса Мысхако, в 3 милях от Широкой балки).        | В 1947 году, при выполнении работ по разминированию Цемесской бухты эсминец был обнаружен лежащим на грунте на левом борту. Из-за сильной коррозии корпуса, надстроек и механизмов подъём корабля для последующей утилизации был признан нецелесообразным и произведён не был. К настоящему времени не поднят. |
| «Калиакрия» | Эскадренный миноносец | 18.06.1918 года затоплен экипажем в Цемесской бухте на глубине 28 метров.                                                      | Поднят 04.10.1925 года и затем вошёл в строй под названием «Дзержинский». Единственный боевой корабль, вернувшийся в строй. 14.05.1942 года подорвался на советской мине по пути из Новороссийска в Севастополь переломился и затонул на глубине около 120 метров в точке 44° 27’ с. ш. 31° 19’ в. д. |
| «Капитан-лейтенант Баранов» | Эскадренный миноносец | 18.06.1918 года затоплен в Цемесской бухте.                                                                                    | Поднят 17.12.1926 года и разобран. |
| «Керчь» | Эскадренный миноносец | Затоплен экипажем 19.06.1918 года у Кадошского маяка в трёх милях от входа в Туапсинский порт на глубине 27 метров.            | Предпринятая 22.11.1929 года попытка осуществить подъём корабля оказалась неудачной (корпус эсминца перерезало на несколько частей понтонными стропами). Средняя часть корпуса (с машинным отделением) была поднята в 1932 году. Турбины эсминца после ремонта на протяжении длительного времени работали на Туапсинской электростанции. Оставшиеся на дне обломки корабельного корпуса не подняты. |
| «Лейтенант Шестаков» | Эскадренный миноносец | 18.06.1918 года затоплен экипажем в Цемесской бухте.                                                                           | Поднят 10.12.1927 года. Так как восстановлению не подлежал, был сдан для разборки. |
| «Пронзительный» | Эскадренный миноносец | 18.06.1918 года затоплен экипажем в Цемесской бухте на глубине 40 метров.                                                      | Попытка подъёма, предпринятая в 1926 году, закончилась неудачей и разрушением корабля. Было поднято только артиллерийское и торпедное вооружение. В 1939—1941 годах с корабля были подняты котлы и механизмы. Остатки корпуса подняты по частям в 1965 году и сданы для демонтажа и разборки на металл. |
| «Сметливый» | Эскадренный миноносец | 18.06.1918 года затоплен экипажем в Цемесской бухте близ восточного мола на небольшой глубине..                                | Поднят 19.08.1926 года и разобран на металл. |
| «Стремительный» | Эскадренный миноносец | 18.06.1918 года затоплен экипажем в Цемесской бухте близ восточного мола на небольшой глубине.                                 | Поднят в 1926 году по частям и разобран на металл. |
| «Фидониси» | Эскадренный миноносец | 18.06.1918 года потоплен в Цемесской бухте торпедой, выпущенной с эсминца «Керчь.                                              | Обломки разломившегося от взрыва торпеды на две части корабля были обнаружены и частично подняты в 1964 году. |
| »Эльборус" (бывший бельгийский танкер «Эльбрус» (Elbrus), полученный от Бельгии осенью 1914 года и вошедший в состав ЧФ)                                   | Танкер                | 20.06.1918 года затоплен в Цемесской бухте на глубине 20 метров.                                                               | Поднят 21.07.1925 года и восстановлен. Носил названия «Сураханнефть» (с 1930), «Сураханы» (с 1934), «Валериан Куйбышев» (с 1935). Торпедирован 02.04.1942 года по пути из Новороссийска в Камыш-Бурун у Таманского полуострова в районе банки Марии Магдалины в 10 милях к западу от Анапы в точке 44°57’N 36°58’E торпедой с торпедоносца «Не-111». Горящий танкер сдрейфовало на отмель, где он горел до 8 апреля, затем взорвался и, переломившись на две части, затонул на расстоянии 700 метров от берега напротив Бугазской косы. Не поднят. |
| Транспорт № 26 (бывший итальянский пароход «Женероза» («Женерозо»); вошёл в состав ЧФ 12.09.1917 года)                                                     | Транспорт             | 20.06.1918 года затоплен в Цемесской бухте на глубине 25 метров.                                                               | Поднят в 1934 году. |
| Транспорт № 43 (бывший французский пароход «Оксюз» («Оксюс»; Oxus); вошёл в состав ЧФ 12.03.1915 года)                                                     | Транспорт             | 20(21?).06.1918 года затоплен в Цемесской бухте в одной миле от мола на небольшой глубине.                                     | До 1940 года были сняты груз, машины, котлы и вспомогательные механизмы. Корпус поднят в 1965 году. |
| Транспорт № 101 (бывший английский пароход «Фредерика»; вошёл в состав ЧФ 12.09.1917 года)                                                                 | Транспорт             | 20.06.1918 года затоплен в Цемесской бухте на глубине 26 метров.                                                               | Поднят в январе 1936 года. |
| Транспорт № 110 (бывший итальянский пароход «Сербия» (Serbia); вошёл в состав ЧФ 12.09.1917 года)                                                          | Транспорт             | 20(21?).06.1918 года затоплен в Цемесской бухте.                                                                               | В 1932—1933 гг. поднята машина и котёл, а в 1940 году корпус. Полностью не был восстановлен, но числился в составе ЧФ в качестве транспорта. В октябре 1941 года при буксировке погиб от подрыва на неконтактной мине в Цемесской бухте. |
| «Тревориан» (Trevorian; английский пароход; вошёл в состав ЧФ 12.03.1915 года как транспорт № 68, 12.02.1917 года был выкуплен британским Адмиралтейством) | Транспорт             | 28.06.1918 года затоплен в Цемесской бухте в порту близ пристани Цементного завода на небольшой глубине.                       | Перешёл под английский контроль 26.12.1918 года. 19.05.1919 года потерпел крушение и затонул возле Анатолии, находясь под буксиром из Новороссийска в Англию. |

## Последствия

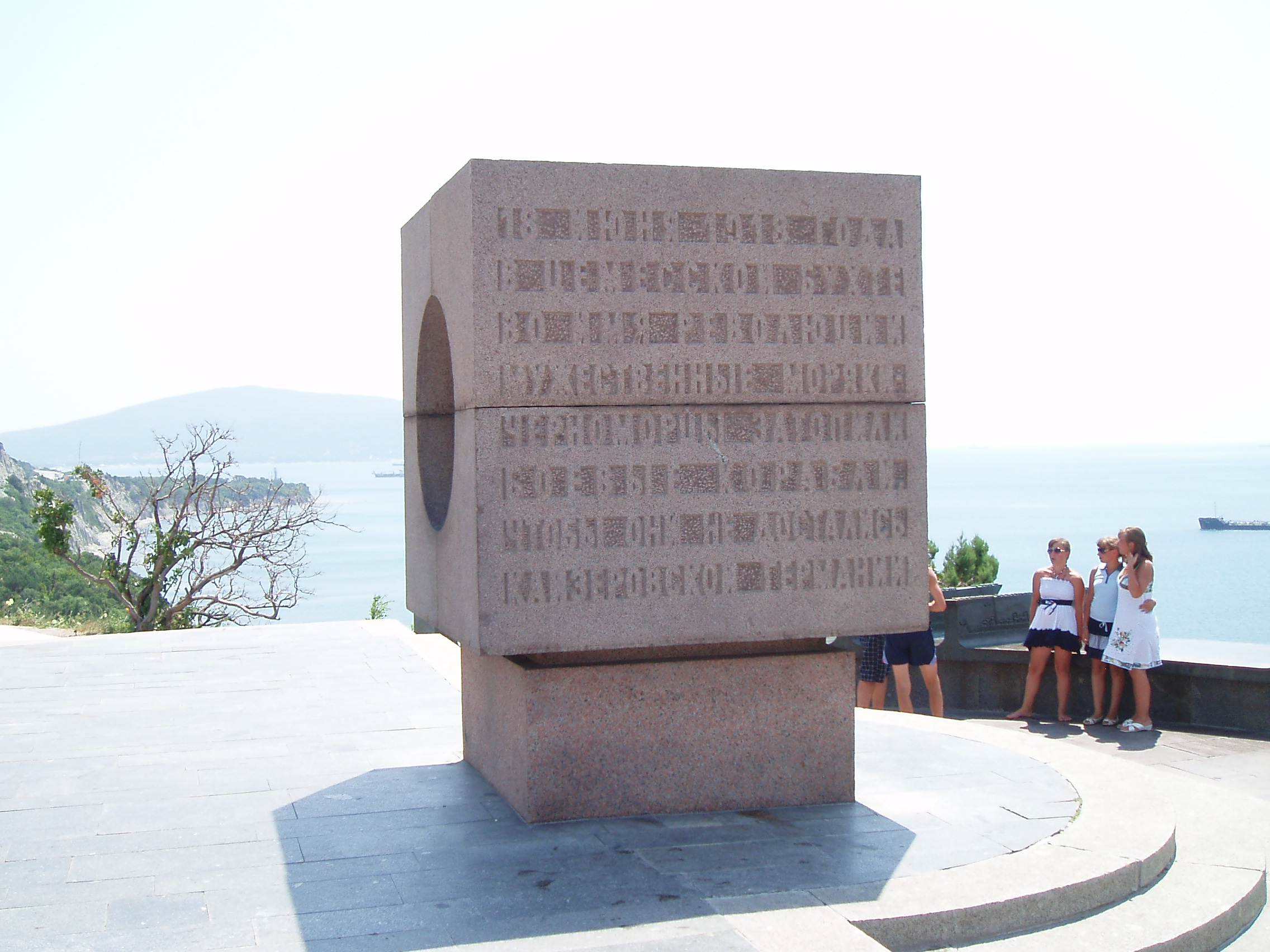
Часть Памятника морякам революции — куб с благодарственным текстом

18 июня около 7 часов вечера, т. е. уже после потопления судов, над Новороссийском появился немецкий аэроплан, производивший разведку.
28 июня 1918 года крейсеры «Гебен» и «Гамидие» с группой эсминцев отправились в Новороссийск для интернирования остатков русского военного флота и наказания неподчинившихся, но к моменту прибытия группы на место все корабли уже были затоплены, а «Керчь» ушла в Туапсе.
Ушедший в Севастополь флот был передан под контроль германского флота. Большинство кораблей оставалось там до поражения Германии в Первой мировой войне, после чего они перешли под контроль союзников. Те передали их Белой армии, и многие корабли вернулись в Новороссийск, а позже стали частью Русской эскадры.
В Белое движение вступили Тихменев и Саблин, который после прибытия в Москву был арестован и бежал. Руководившие затоплением Раскольников, Кукель и Глебов-Авилов стали видными большевистскими деятелями советского государства, а в конце 1930-х были репрессированы.
В 1920-х годах начался подъём затопленных в Цемесской бухте судов силами ЭПРОН, некоторые из них были восстановлены, например, эсминец «Калиакрия» (переименован в «Дзержинский»). На остальных снимались ценные механизмы. К началу XXI века оставались не подняты только «Свободная Россия» и «Громкий».

## Памятник
В 1980 году на 12-м километре Сухумского шоссе Новороссийска был открыт Памятник морякам революции «Погибаю, но не сдаюсь!» скульптора В. Е. Цигаля и архитекторов Белопольского, Кананина и Хавина. На дальней от моря стороне дороги возвышается 12-метровый гранитный монумент коленопреклонённого матроса. На стороне моря находятся куб с благодарственным текстом и флаговым сигналом «Погибаю, но не сдаюсь!» внутри, а также указатели кораблей с направлением и расстоянием до мест их затопления с точностью до сотой доли мили.